# ビルバオ都市圏

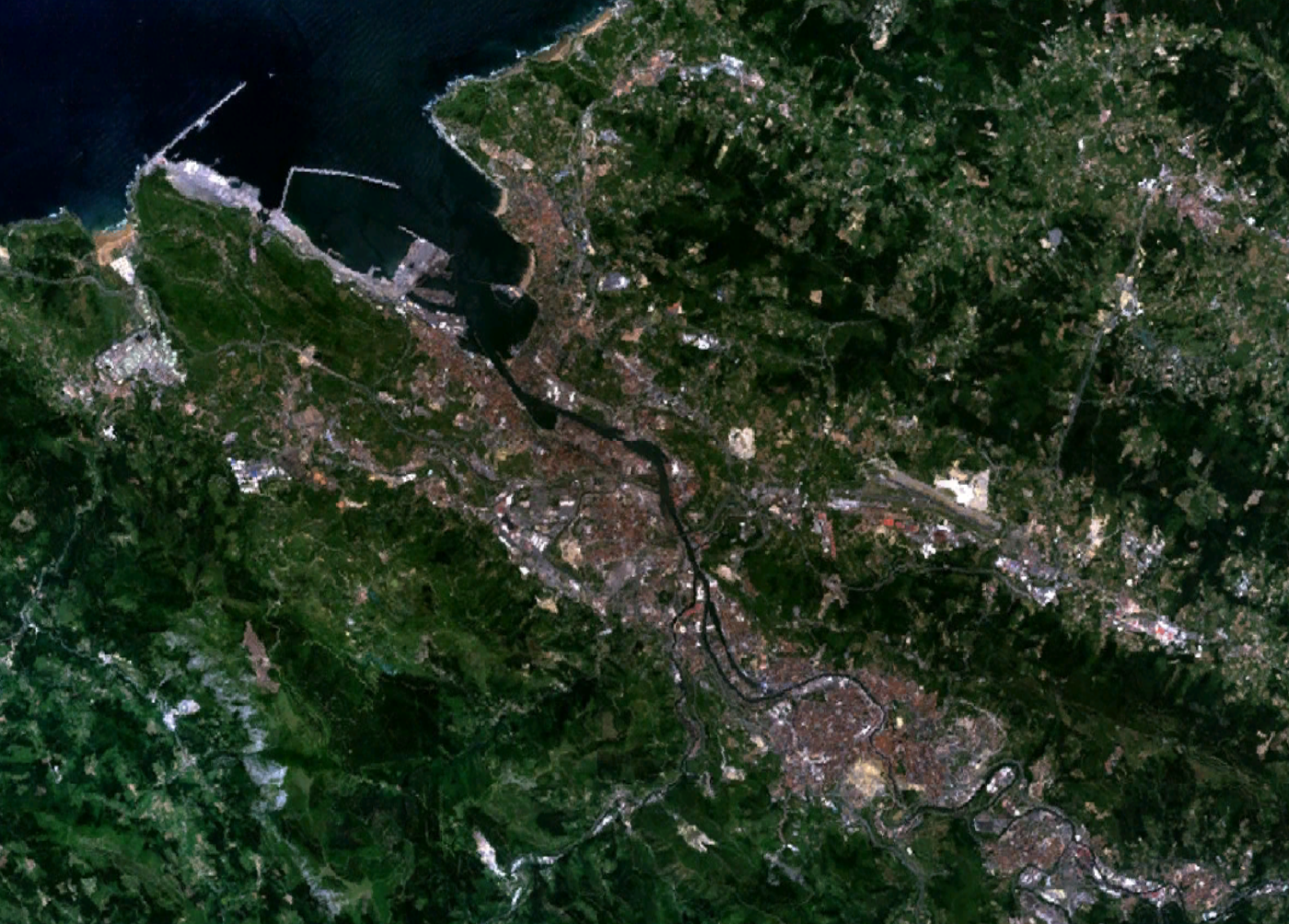
グラン・ビルバオの衛星画像

ビルバオ都市圏（ビルバオとしけん、スペイン語: Área metropolitana de Bilbao, バスク語: Bilbo Handia）は、スペイン・バスク州ビスカヤ県ビルバオを中心とする都市圏である。グラン・ビルバオ（郡）を構成する25自治体が核となり、グラン・ビルバオの外側の10自治体を加えた35自治体で構成される。全自治体がビスカヤ県に所在する。
ビルバオ都市圏はスペインで5番目に人口の多い都市圏であり、ビスカヤ県の人口の80%、バスク州の人口の43%を集める。都市圏の自治体はバスク国の領土法案によって規定されているが、さらに外側の6自治体とカンタブリア州の一部の自治体からもビルバオ都市圏に通勤する住民がいる。

## 構成自治体

ビルバオ都市圏のパノラマビュー

ビルバオ都市圏に含まれる自治体は、グラン・ビルバオの内側か外側かで分けることができ、さらに6自治体がビルバオ都市圏の衛星都市とされている。グラン・ビルバオはコマルカ（郡）のひとつであり、スペインの地方区分では州、県に次ぐ第3行政区分である。

### グラン・ビルバオ内の都市
コマルカとしてのグラン・ビルバオは、ビルバオを中心としたビルバオ都市圏の25自治体で構成されている。それぞれがネルビオン川沿いに位置している。
| #  | 基礎自治体                                     | 人口 （人） | 面積 （km2） |
| -- | ---------------------------------------------- | ----------- | ------------ |
| 1  | ビルバオ                                       | 354,860     | 41.2         |
| 2  | バラカルド                                     | 98,460      | 24.3         |
| 3  | ゲチョ                                         | 80,770      | 11.9         |
| 4  | ポルトゥガレテ                                 | 48,105      | 3.2          |
| 5  | サントゥルツィ                                 | 46,978      | 6.7          |
| 6  | バサウリ                                       | 42,657      | 7.2          |
| 7  | レイオア                                       | 30,079      | 8.5          |
| 8  | セスタオ                                       | 29,476      | 3.5          |
| 9  | ガルダカオ                                     | 29,226      | 31.7         |
| 10 | エランディオ                                   | 24,262      | 18.0         |
| 11 | アリゴリアガ                                   | 12,435      | 22.8         |
| 12 | バリェ・デ・トラパガ＝トラパガラン             | 12,353      | 13.1         |
| 13 | アバント・イ・シエルバナ＝アバント・シエルベナ | 9,647       | 18.0         |
| 14 | エチェバリ                                     | 9,171       | 3.3          |
| 15 | オルトゥエジャ                                 | 8,520       | 7.7          |
| 16 | ムスキス                                       | 7,216       | 21.5         |
| 17 | デリオ                                         | 5,307       | 7.4          |
| 18 | ソンディカ                                     | 4,536       | 6.3          |
| 19 | サムディオ                                     | 3,203       | 18.1         |
| 20 | アロンソテギ                                   | 2,835       | 16.0         |
| 21 | レサマ                                         | 2,465       | 16.5         |
| 22 | ロイウ                                         | 2,290       | 15.3         |
| 23 | ララベツ                                       | 1,874       | 21.5         |
| 24 | サラタモ                                       | 1,735       | 10.0         |
| 25 | シエルベナ                                     | 1,382       | 9.1          |

### グラン・ビルバオ外の都市
グラン・ビルバオの外側にもビルバオ都市圏は広がっている。
- アランクディアガ
- バリカ
- ベランゴ
- ゴルリス
- レモイス
- プレンツィア
- ソペラ
- ウガオ＝ミラバジェス
- ウルドゥリス
- セベリオ

### 衛星都市
グラン・ビルバオとビルバオ都市圏の外側には6つの衛星都市がある。ラウディオ/リョディオは南部のアラバ県に、カストロ・ウルディアレスは西部のカンタブリア州に、その他の4自治体はビスカヤ県に位置している。
- アモレビエタ＝エチャノ
- カストロ・ウルディアレス
- ドゥランゴ
- ラウディオ/リョディオ
- レモア
- ムンギア

## サブセクション
ビルバオ都市圏は7つのサブセクションに分割できる。
- ビルバオ市

都市圏のビジネスとサービスの拠点であり、都市圏全体の約40%の人口を持つ。
- ネルビオン川左岸地区

古くからの工業地区・港湾地区・製造業地区であり、バラカルド、セスタオ、ポルトゥガレテ、サントゥルツィなどが含まれる。
- ネルビオン川右岸地区

居住地区であり、エランディオ、レイオア、富裕層が多く住むゲチョなどが含まれる。
- 鉱業地区

主要な鉄鉱石の採掘場がある地区であり、ムスキス、ガジャルタ、オルトゥエジャなどが含まれる。
- チョリエリ

ビルバオ空港やバスク大学などが立地している地区である。
- エゴ・ウリベ

バサウリ、ガルダカオ、アリゴリアガなどが含まれる。
- ウリベ＝コスタ

ゲチョ北部の海浜地区は低層住宅地区として開発され、メトロ・ビルバオでビルバオと結ばれるようになった。近年にビルバオ都市圏に含まれるようになった。

## 都市再生
1992年、ビルバオ市、バラカルド市、ビルバオ都市圏、バスク州政府、スペイン政府によってビルバオ・リア2000(Bilbao Ria 2000)が設立された。この企業は、工業汚染や腐敗が進んだビルバオとその周辺部の都市計画を再生成することを目的としている。アバンドイバラ地区の再生、ビルバオ・グッゲンハイム美術館（かつては工業用地だった）やエウスカルドゥナ宮殿の建設などが計画されて実施された。ビルバオ・リア2000と並行し、1991年にはビルバオ市議会、ビスカヤ県政府、バスク州政府によって、ビルバオ都市圏の再生のための公共および民間組織としてビルバオ・メトロポリ＝30 (Bilbao Metropoli-30)が編成された。1995年にはビルバオとビルバオ都市圏の大部分を結ぶメトロ・ビルバオが開通した。

## 各地区の人口
出典 : AUDES
- ビルバオ都市圏

| 地区                         | 人口（人） |
| ---------------------------- | ---------- |
| 左岸地区とマイニング・ゾーン | 263,293    |
| エゴ・ウリベ                 | 130,427    |
| ビルバオ                     | 379,116    |
| 右岸地区とウリベ・コスタ     | 177,319    |
| 合計                         | 950,155    |

- ビルバオ都市圏外の衛星都市[4]

| 基礎自治体               | 人口（人） |
| ------------------------ | ---------- |
| アモレビエタ＝エチャノ   | 16,800     |
| カストロ・ウルディアレス | 26,800     |
| ドゥランゴ               | 26,131     |
| ラウディオ/リョディオ    | 18,623     |
| レモア                   | 2,831      |
| ムンギア                 | 14,052     |
| 合計                     | 98,437     |
| 総合計                   | 1,048,592  |